# Beenie Man
Anthony Moses Davis (Kingston, 22 de agosto de 1973), mais conhecido pelo seu nome artístico Beenie Man, é um cantor, compositor e produtor jamaicano. Ele é o auto-proclamado "Rei do Dancehall".

## O início da carreira
Anthony Davis, mais conhecido como Beenie Man estava envolvido na indústria da música desde criança, começando brindar com a idade de cinco anos, e foi incentivado por seu tio Sydney Wolf, que tocava bateria para Jimmy Cliff. Ele venceu o concurso de talento Tastee, em 1981. O DJ Barry G apresentou-o aos operadores de som da rádio local, que ajudaram a estabelecer a popularidade do jovem deejay, que ficou conhecido como Beenie Man.

## Trabalhos
Ele gravou seu primeiro single, "Too Fancy", com o produtor Henry Junjo Lawes, em 1981. Seu álbum de estréia, The Invincible Beenie Man: The Ten Year Old DJ Maravilha foi produzido por Bunny Lee e lançado em 1983, seu primeiro single de sucesso, seguindo o mesmo ano com a Winston Holness, produziu "Sobre o Mar". Em 1984, Beenie Man gravou algumas musicas com Barrington Levy, albúm lançado dez anos depois), mas a sua carreira musical foi colocada em espera enquanto ele terminava a escola.

## Beenie Man - O retorno
Beenie Man continuou realizando e aperfeiçoando sua arte ao lado de grandes nomes do dancehall, incluindo Ninjaman, Bailey Almirante e Shabba Ranks. Ele encontrou sua casa artística no estúdio Vibes Shocking onde continuou a gravar singles, início de 1990.  Sua carreira ganhou impulso depois de uma performance no festival Reggae Sunsplash, em 1992. Sua rivalidade com Bounty Killer começou no ano seguinte. A rivalidade foi desmascarada em 1994 com o álbum Guns Out. Na capa, os dois artistas se encaram em uma batalha de rimas. Beenie Man alcançou, pela primeira vez, o topo das paradas, na Jamaica em 1993, com Matie. No mesmo ano ganhou o premio de melhor DJ, o primeiro dos oito prêmios que viriam pela frente.
Em 2002, ele conseguiu sucesso com sua participação, junto com Janet Jackson, na musica Feel It Boy, mas o seu maior record na América foi no início de 2004 com o lançamento de um remix chamado "Dude", assim, concretizou sua base de fãs em ambos os lados do Atlântico.
Ele obteve sucesso também no Reino Unido, em 1998, com Who am I (# 10), em 2003, com Street Life (# 13) e Feel It Boy (UK # 9), um dueto com Janet Jackson, e em 2004 com Dude (# 7) e King of the Dancehall (# 14).
Em abril de 2008, foi anunciado que Beenie Man seria o coautor e estrela do filme Kingston.

## Arquivo Pessoal
Beenie Man casou-se com Michelle Downer, também conhecida como D'Anjo, em 22 de agosto de 2006 em uma cerimônia luxuosa na Jamaica. A dupla criou a Companhia de Produção House Mafia, juntos. Eles têm um filho, chamado Marco Dean, nascido em novembro de 2006. O casamento, no entanto, durou muito pouco. Em junho de 2007, Beenie Man embora ja estava afastado de sua esposa, declarava que ainda estavam casados. Em 2007, Beenie Man declarou na televisão jamaicana que estariam se divorciando.

## Problemas
As letras de muitas de suas canções têm sido criticadas por incitar o assassinato de homossexuais, com frases como: Eu estou sonhando com uma nova Jamaica, venho executar todos os gays. Em Mi Nah Wallah, ele diz que gostaria de cortar as gargantas de todos os homossexuais. A MTV tinha planos para incluir Beenie Man em sua lista de artistas no VMA 2004, porém, depois de tantos protestos a MTV decidiu excluí-lo. Em 2006, ele afirmou que não era questão de homofóbia, e afirmou que suas letras tinham sido mal interpretadas. Que suas referências a homossexuais referem-se ao estupro de meninos:
"A Jamaica não é contra os gays. O que temos na Jamaica não é o que se tem na Inglaterra, onde dois homens vivem juntos. Não é isso. Na Jamaica, as pessoas não conseguem entender assim. Na Jamaica, homossexualidade é estupro. É quando um homem rico, com o seu dinheiro, vai para o gueto encontrar jovens que não têm nada. Eles pagam estes jovens para ter relações sexuais. Havia 550 jovens que foram estuprados na Jamaica, sabem? E ninguém parece falar disso. Ninguém vê o jovem estuprado e com a garganta cortada, porque o homem rico, sabe que não quer ninguem atrás dele. E estas coisas continuam a acontecer."
Em 2007, foi relatado que Beenie Man tinha assinado o Ato Reggae Compassivo (Reggae Compassionate Act), uma petição organizada pela campanha Stop Murder Music , concordando em renunciar à homofobia e parar de compor e interpretar letras que promovem a violência contra os homossexuais. Mais tarde, ele negou que tivesse assinado o ato, afirmando que era do seu direito não concordar com o estilo de vida homossexual.

## Discografia
- 1983: The Invincible Beenie Man: The Incredible Ten Year Old DJ Wonder - Bunny Lee
- 1992: Cool Cool Rider - VP
- 1994: Dis Unu Fi Hear - High Tone
- 1994: Defend It VP
- 1994: Guns Out with Bounty Killer - Greensleeves
- 1995: Blessed - Island
- 1995: Maestro - Greensleeves & VP
- 1995: Mad Cobra Meets Lt. Stitchie & Beenie Man - VP
- 1997: Many Moods Of Moses - VP
- 1999: Y2K - Artists Only
- 1999: Ruff n Tuff
- 1999: The Doctor - VP
- 2000: Art and Life - Virgin
- 2001: Black Liberty
- 2001: Youth Quake
- 2002: Tropical Storm
- 2004: Back to Basics
- 2006: Concept of Life
- 2006: Hundred Dollar Bag
- 2006: Undisputed
- 2007: Monsters of Dancehall
- 2009: The Legend Returns